# مارك كريستنسن
مارك كريستنسن (بالإنجليزية: Mark Christensen)‏ هو لاعب كرة قدم أمريكي، ولد في 12 أغسطس 1957 في ديترويت في الولايات المتحدة.